# Bicko Selo
Bicko Selo je smješteno u južnom dijelu Općine Garčin udaljeno svega 2 km od centra Općine.  Selo ima 568 stanovnika (2001.). Površina Bickog Sela iznosi 8,32 kvadratna kilometra i prosječne gustoće naseljenosti od 68 stanovnika po kilometru kvadratnom. U selu živi 51,9 % žena i 48,1 % muškaraca. Biđani, kako se nazivaju, bave se isključivo poljoprivredom i stočarstvom. Biđani su dobili ime po kanalu Biđ, koji se nalazi na jugu sela, inače granica između općine Garčin i Oprisavci, a ujedno i između Bickog Sela i Oprisavaca.
Bicko Selo smješteno je na županijskoj cesti Garčin – Bicko Selo – Oprisavci, te na pruzi Zagreb – Slavonski Brod – Vrpolje. Bicko Selo pripada župi Sv. Mateja u Garčinu, a u selu imaju crkvicu Presvetog Trojstva izgrađenu 1967. godine kojeg su i štovatelji.
KUD Bicko Selo vrlo bogate tradicije i nastupa širom Hrvatske, može se pohvaliti i jedinstvenom manifestacijom Oj jeseni al' ideš polako. Uz spomenuti KUD tu je i muška pjevačka skupina Biđani'.
NK Bicko Selo sudionik je II. ŽNL, a niz godina takmičili su se i u I. ŽNL.
U selu djeluje i radio-amatersku skupinu Istočna elita iz Bickog Sela. Športsko ribolovna udruga Šaran, koja je osnovana 1958. godine u Garčinu, danas je također sa sjedištem u Bickom Selu i valja napomenuti da su članovi spomenutog ŠRD 2002. godine postali i članovi II. hrvatske ribolovne lige.

## Stanovništvo
Prema popisu stanovništva iz 2011. godine Bicko Selo je imalo 517 stanovnika. 
| broj stanovnika | 289   | 331   | 330   | 417   | 459   | 540   | 520   | 542   | 650   | 689   | 705   | 601   | 578   | 581   | 568   | 517   | 432   |
|                 | 1857. | 1869. | 1880. | 1890. | 1900. | 1910. | 1921. | 1931. | 1948. | 1953. | 1961. | 1971. | 1981. | 1991. | 2001. | 2011. | 2021. |

## Šport
- NK Mladost Bicko Selo

## Vanjske poveznice
- Stranice Općine Garčin/ Naselje Bicko Selo  Arhivirana inačica izvorne stranice od 1. siječnja 2009. (Wayback Machine)